# Zduńska Wola
Zduńska Wola este un oraș în Polonia.

## Personalități
- Maximilian Kolbe, preot ucis la Auschwitz, canonizat de Papa Ioan Paul al II-lea.